# Paltinu (okręg Gorj)
Paltinu – wieś w Rumunii, w okręgu Gorj, w gminie Negomir. W 2011 roku liczyła 291 mieszkańców.